# Brian Eno
Brian Peter George St. John le Baptiste de la Salle Eno (1948. május 15. –), közismert nevén Brian Eno hétszeres Grammy-díjas angol zenész, komponista, zenei producer, énekes és vizuális művész.

## Élete és munkássága
Művészeti iskolában tanult, ahol a minimalista festészet inspirálta, de kevés zenei képzésben részesült, ennek ellenére csatlakozott a Roxy Musichoz, ahol billentyűsként játszott a korai 70-es években. Azonban belefáradt a koncertezésbe, és az énekessel, Bryan Ferryvel való összetűzéseibe, és távozott a zenekarból, és 1974-ben elkészítette első szólóalbumát, Here Come the Warm Jets címen.
Munkássága igen nagy hatású, úttörő, sok kísérletezés jellemzi, számos technikai újítást vezetett be. Számos zenésszel és zenekarral működött együtt, ilyen volt többek között David Bowie, David Byrne, a Talking Heads, a U2, a Coldplay, a Depeche Mode, Paul Simon.
A Windows 95 üdvözlő hangját is ő készítette.

## Lemezei

### Önálló stúdiólemezek
- Here Come the Warm Jets (1973), Island
- Taking Tiger Mountain (1974), Island
- Another Green World (1975), Island
- Discreet Music (1975), Obscure
- Before and After Science (1977), Polydor
- Ambient 1: Music for Airports (1978), Polydor
- Music for Films (1978), Polydor
- Ambient 4: On Land (1982), EG
- Apollo: Atmospheres and Soundtracks (1983), E.G.
- More Music for Films (1983), E.G.
- Thursday Afternoon (1985), E.G.
- Nerve Net (1992), Opal
- The Shutov Assembly (1992), Warner Bros.
- Neroli (1993), All Saints
- The Drop (1997), Thirsty Ear
- Another Day on Earth (2005), Hannibal
- Small Craft on a Milk Sea (2010), Warp
- The Ship (2016), Warp